# Scopula axiotis
Scopula axiotis är en fjärilsart som beskrevs av Edward Meyrick 1888. Scopula axiotis ingår i släktet Scopula och familjen mätare. Inga underarter finns listade.